# 1103 Sequoia
1103 Sequoia је астероид са средњом удаљеношћу од Сунца која износи 1,933 астрономских јединица (АЈ).
Апсолутна магнитуда астероида је 12,25 а геометријски албедо 0,199.